# Flersprogethed
Et flersproget (multilingval, polyglot) menneske er i bredeste forstand en person, der har kommunikative færdigheder på tre eller flere sprog, enten aktivt eller passivt. Oftest bruges betegnelsen dog kun om mennesker, der har tre eller flere sprog som modersmål. Det kan f.eks. forekomme, hvis forældrene har hver sit modersmål, og familien er bosat i et helt tredje land.
En hyperpolyglot kan 11 eller flere sprog.